# مبارزة سيف الشيش في ألعاب التضامن الإسلامي 2005
مبارزة سيف الشيش في ألعاب التضامن الإسلامي 2005 أقيمت في مكة في السعودية خلال الفترة من 11 أبريل 2005 وحتى 16 أبريل 2005.

## ملخص الميداليات
| الحدث            | الذهبية                    | الفضية                         | البرونزية                    |
| ---------------- | -------------------------- | ------------------------------ | ---------------------------- |
| Individual épée  | مهند سيف الدين ‏ · مصر      | Mohammad Hossein Abedi · إيران | Mohammad Rezaei · إيران      |
| Individual épée  | مهند سيف الدين ‏ · مصر      | Mohammad Hossein Abedi · إيران | Mohammad Al-Ajmi · الكويت    |
| Team épée        | مصر                        | إيران                          | الكويت                       |
| Team épée        | مصر                        | إيران                          | السعودية                     |
| Individual foil  | Tamer Mohamed Tahoun · مصر | Tarek Magdy · مصر              | Mostafa Nagaty · مصر         |
| Individual foil  | Tamer Mohamed Tahoun · مصر | Tarek Magdy · مصر              | عبد محسن علي ‏ · الكويت       |
| Team foil        | مصر                        | الكويت                         | إيران                        |
| Team foil        | مصر                        | الكويت                         | العراق                       |
| Individual sabre | مجتبى عبديني · إيران       | محمود سمير · مصر               | محمد مال الله · الكويت       |
| Individual sabre | مجتبى عبديني · إيران       | محمود سمير · مصر               | Majed Al-Muwallad · السعودية |
| Team sabre       | مصر                        | إيران                          | أذربيجان                     |
| Team sabre       | مصر                        | إيران                          | السعودية                     |

## جدول الميداليات
*   البلد المضيف (مضيف)
| المرتبة | فريق     | ذهبية | فضية | برونزية | المجموع |
| ------- | -------- | ----- | ---- | ------- | ------- |
| 1       | مصر      | 5     | 2    | 1       | 8       |
| 2       | إيران    | 1     | 3    | 2       | 6       |
| 3       | الكويت   | 0     | 1    | 4       | 5       |
| 4       | السعودية | 0     | 0    | 3       | 3       |
| 5       | العراق   | 0     | 0    | 1       | 1       |
| 5       | أذربيجان | 0     | 0    | 1       | 1       |
| المجموع | المجموع  | 6     | 6    | 12      | 24      |